# Copiii altora
Copiii altora (în georgiană სხვისი შვილები, transliterat: Skhvisi shvilebi, în rusă Чужие дети, transliterat: Ciujie deti) este un film din 1958 regizat de Tenghiz Abuladze.

## Lansare
A fost lansat în anul 1959 și a avut parte de succes comercial, fiind vizionat de 22,3 milioane de spectatori în cinematografele din Uniunea Sovietică.